# زبان‌شناسی زایشی

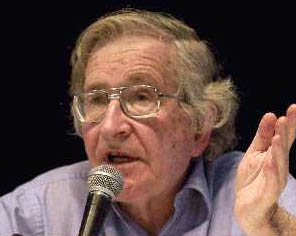
زبان‌شناسی زایشی

زبان‌شناسی زایشی یکی از رویکردهای مطالعهٔ زبان است که توسط نوام چامسکی تبیین شده‌است. در این رویکرد، فرض بر آن است که منبع یادگیری زبان، ژنتیکی است و مغز انسان دارای سازوکارهای ذاتی برای یادگیری زبان است.